# 多田正見
多田 正見（ただ まさみ、1935年（昭和10年）10月27日 - ）は、日本の政治家。元東京都江戸川区長（任期：1999年4月27日 - 2019年）。

## 来歴
愛知県豊川市出身。早稲田大学第二政治経済学部卒業。
1956年、東京都に移住。江戸川区役所に入庁。区民部区民課長、政情報室長などを経て、1995年、江戸川区教育長に就任。
1999年4月の江戸川区長選挙に立候補し、宇田川芳雄前東京都議会議員を破り初当選した。4月27日、区長に就任。
2007年、江戸川区長3選、特別区長会会長に就任。2015年、江戸川区長5選。2019年4月26日、任期満了をもって5期20年にわたり務めてきた江戸川区長を引退。翌4月27日から同区教育長を務めていた斉藤猛が江戸川区長に就任した。
2020年、旭日中綬章受章。

## 区政
- 2019年4月1日、LGBTなど性的少数者のカップルが婚姻に相当する関係にあると認める「パートナーシップ宣誓制度」を導入した[5]。